# Sartenais
Le Sartenais est une région naturelle de France située dans le sud de la Corse, autour de la ville de Sartène.

## Géographie

### Situation
Le Sartenais est situé au sud de la Corse et fait partie de la circonscription départementale de la Corse-du-Sud. Sartène, la métropole locale, est un bourg de piémont surveillant la basse vallée du Rizzanese. Ce dernier cours d'eau rejoint la mer Méditerranée à Propriano, qui constitue le principal débouché maritime de la microrégion.
Il est bordé au nord par la piève d'Ornano, à l'est par la dorsale montagneuse de l'île qui ici le sépare de la microrégion du Fiumorbo et au sud par la montagne de Cagna, frontière avec l'extrémité sud de la Corse (Porto-Vecchio et Bonifacio).
Sa façade maritime s'étend depuis l'embouchure du Taravo (que domine la tour de Micalona) jusqu'à Roccapina et comprend l'ample golfe de Propriano. Le phare de Senetosa y constitue un amer de premier plan.

### Relief
Les villages du Sartenais occupent majoritairement les flancs des vallées du Rizzanese et de ses affluents. Son territoire est adossé à des contreforts situés au sud de la dorsale granitique corse (Monte Incudine, montagne de Cagna).
L'altitude de son territoire varie entre 2 134 mètres au Monte Incudine et le niveau de la mer.

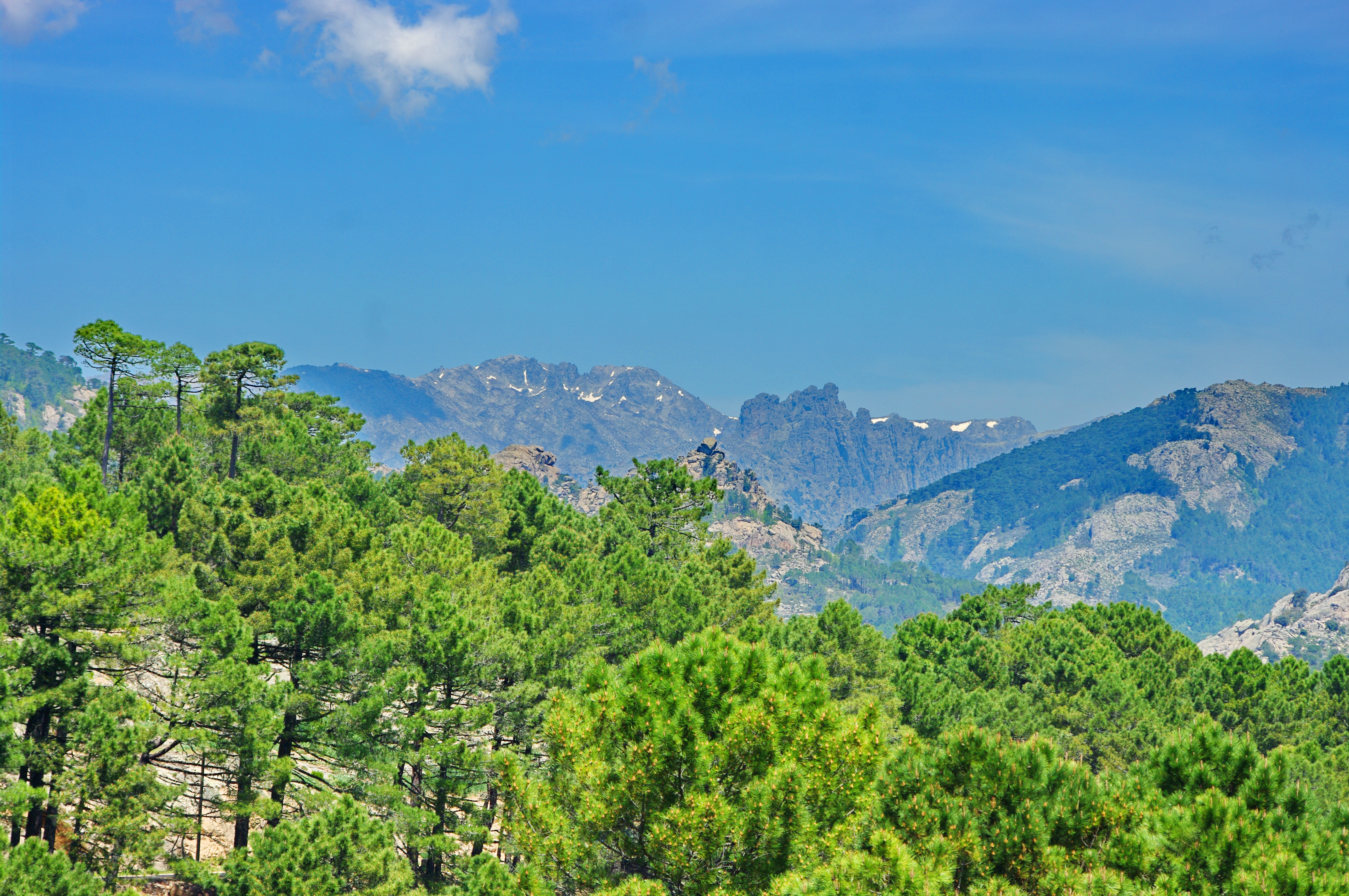
Monte Incudine et fourches d'Asinao.
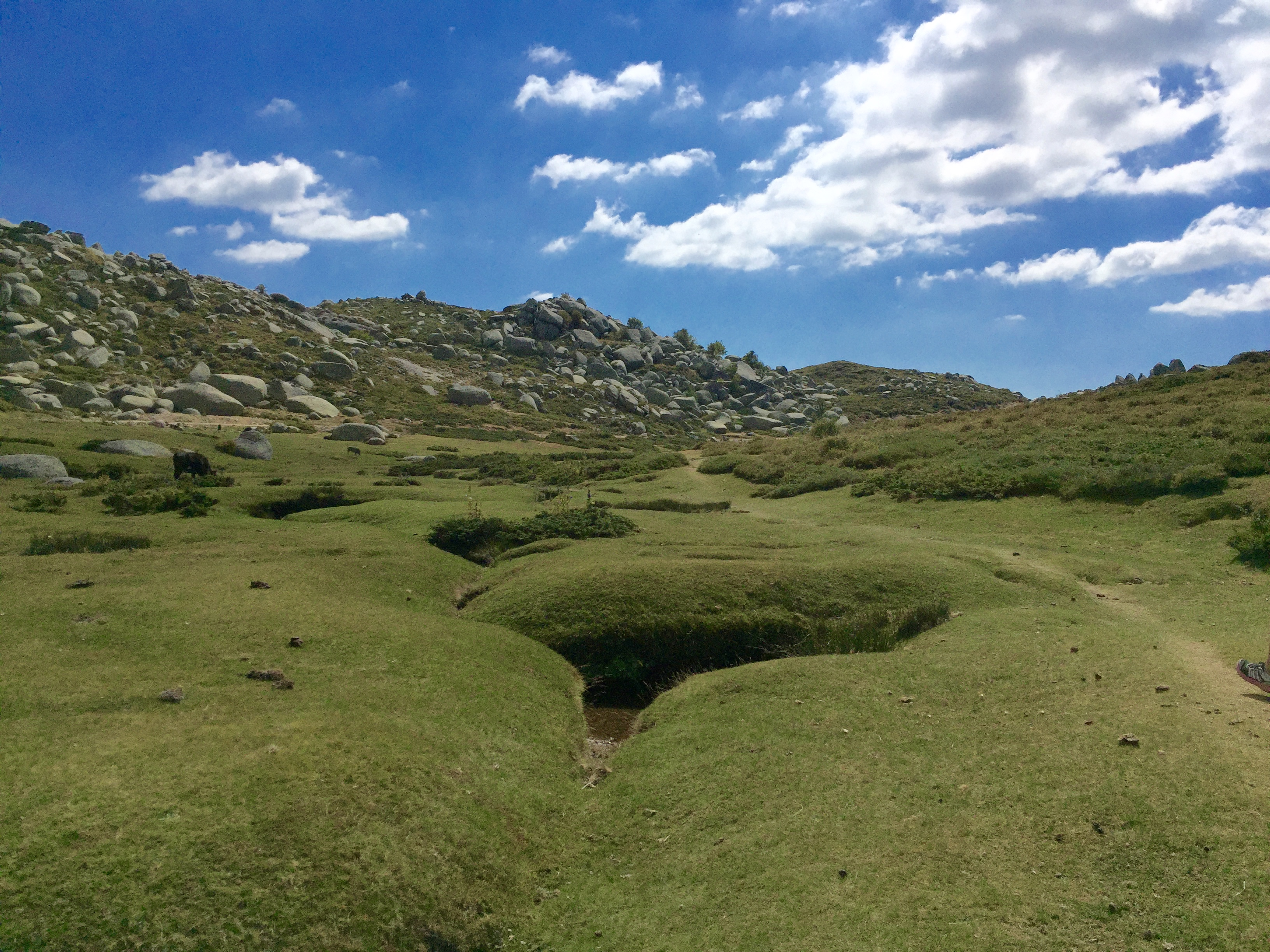
Plateau du Coscione.
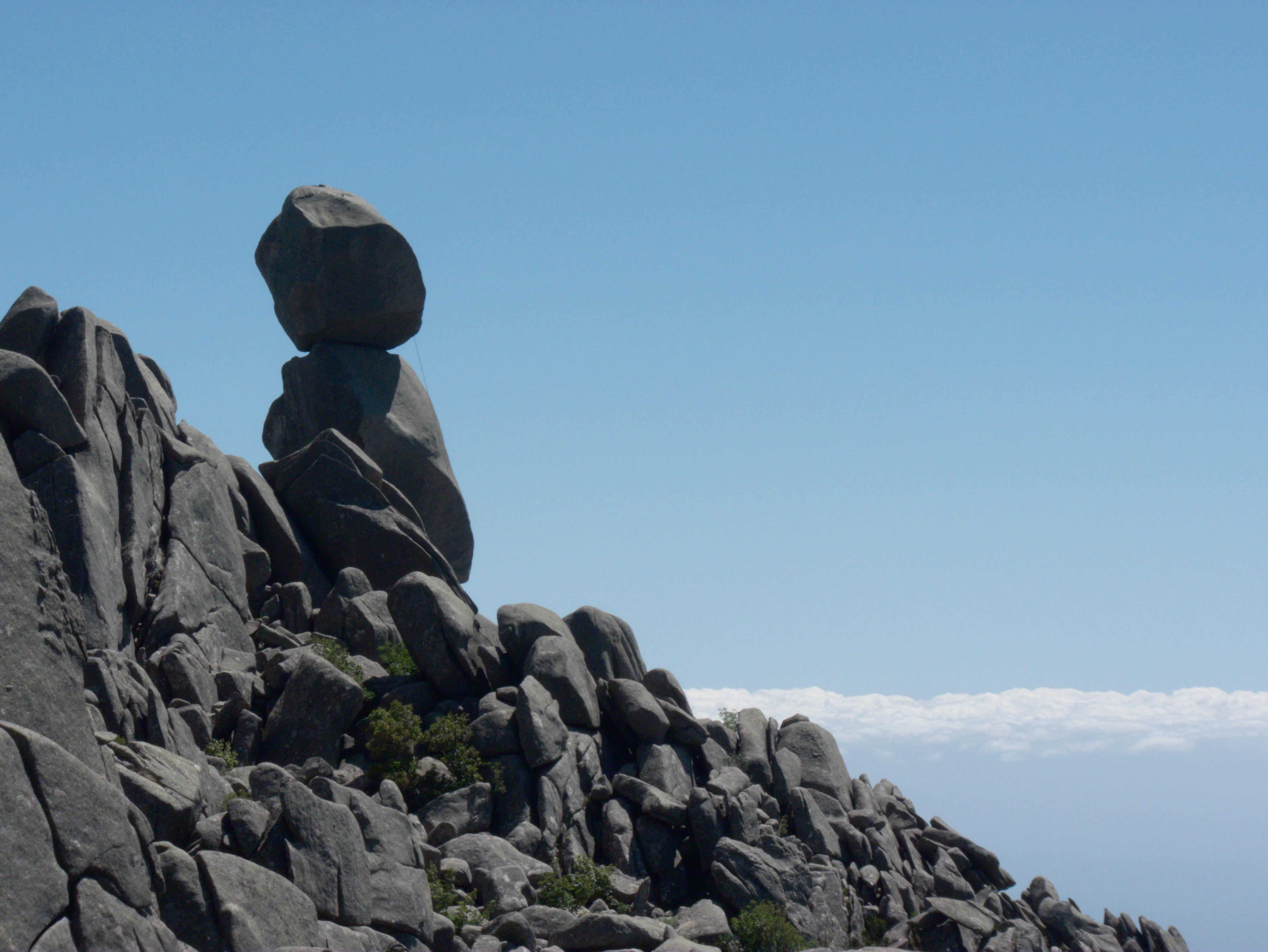
Uomo di Cagna.

### Hydrologie
Le Sartenais comprend intégralement le bassin versant du Rizzanese, cours d'eau principal de la microrégion, ainsi que la rive gauche des moyenne et basse vallées du Taravo. Il inclut également les vallées des plus modestes fleuves Baraci et Ortolo.

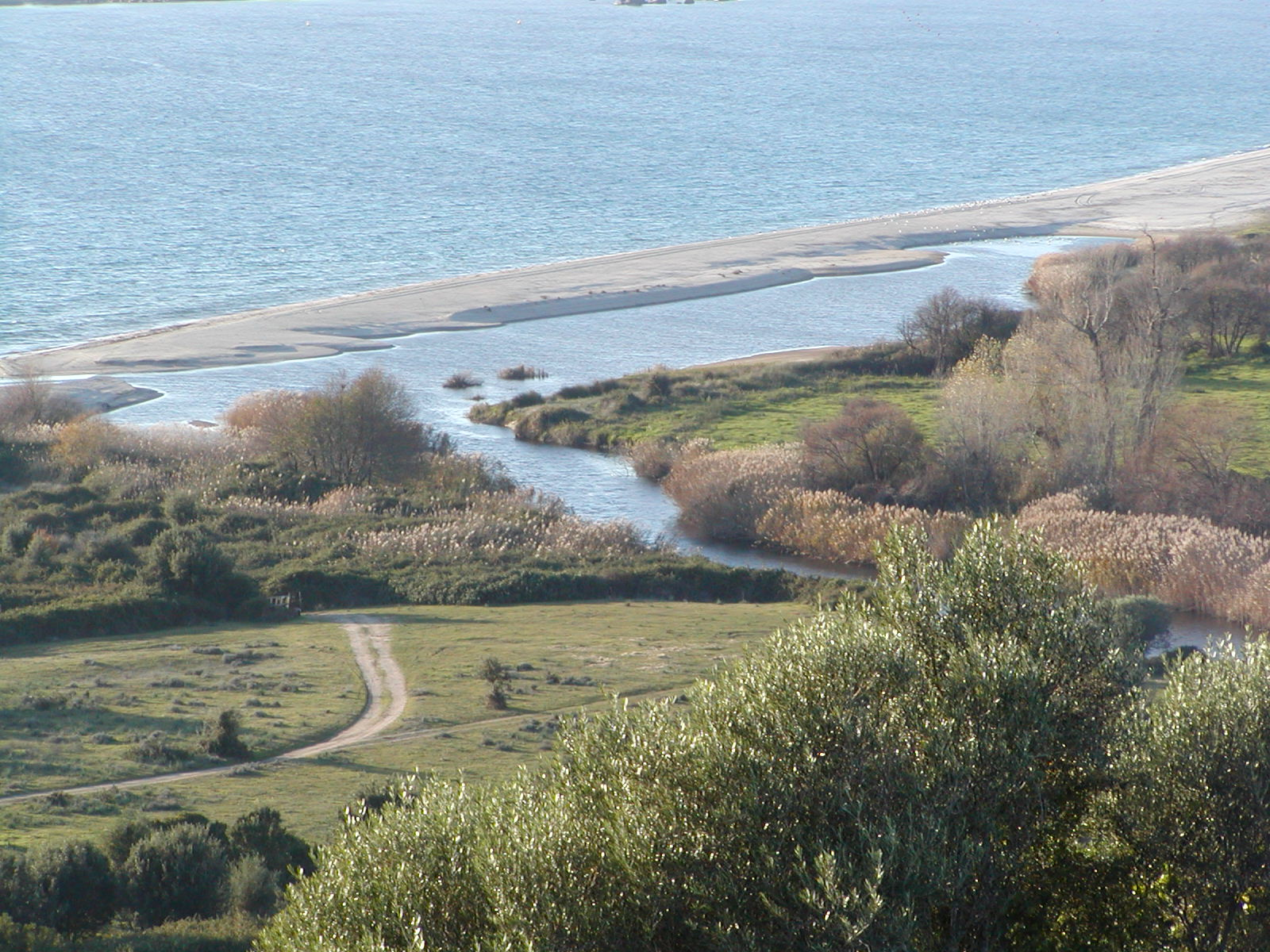
Embouchure du Taravo à Olmeto.
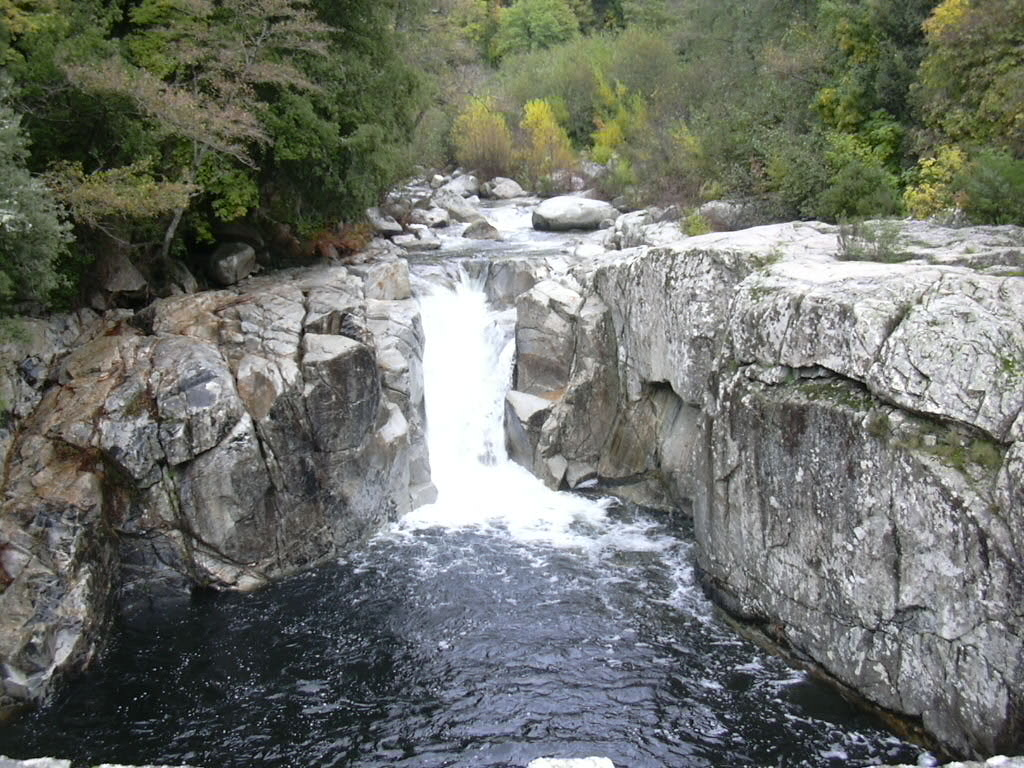
Cascade sur le Rizzanese à Zoza.
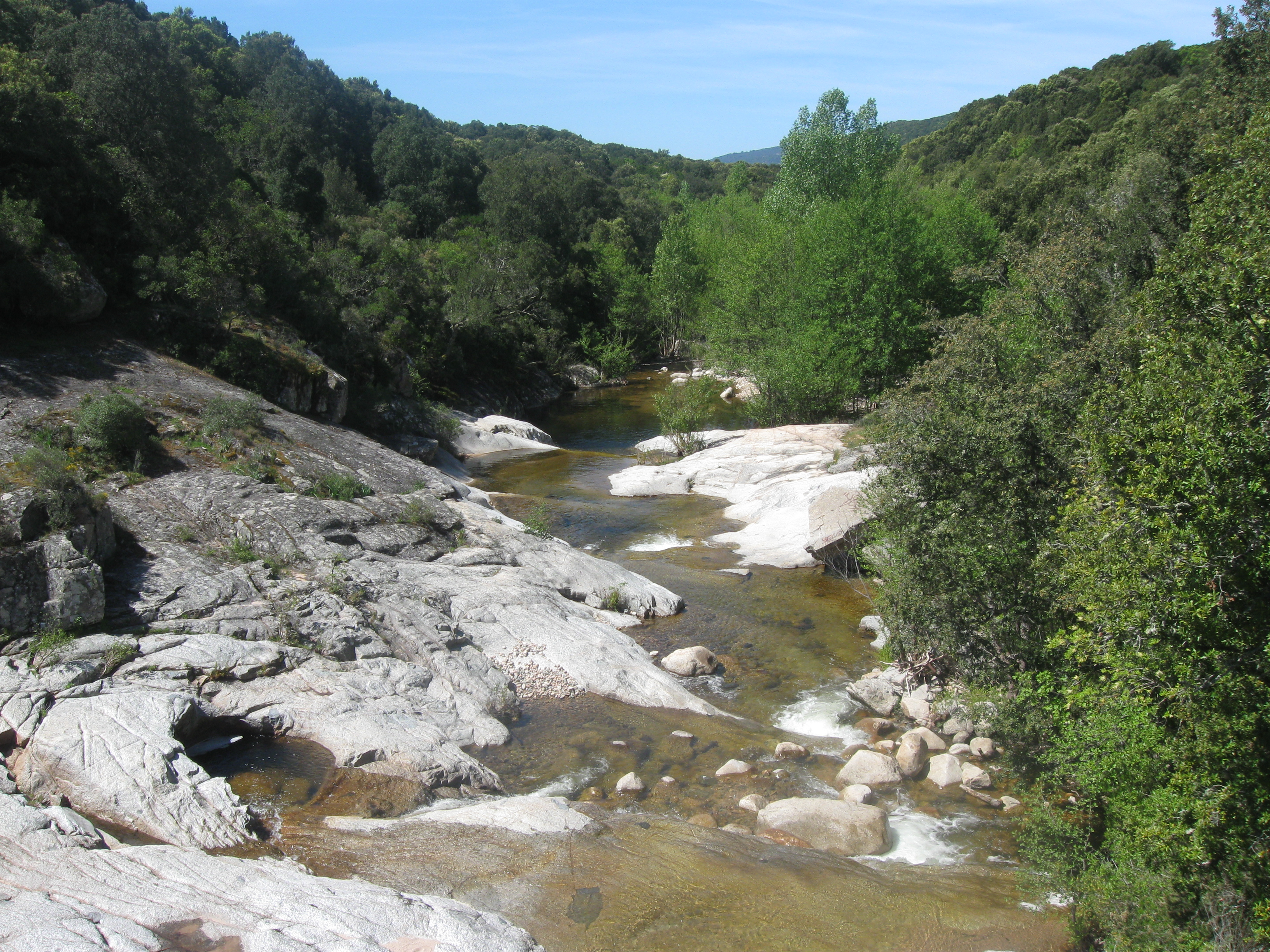
L'Ortolo depuis le pont entre Bilzese et Cagna.

### Accès

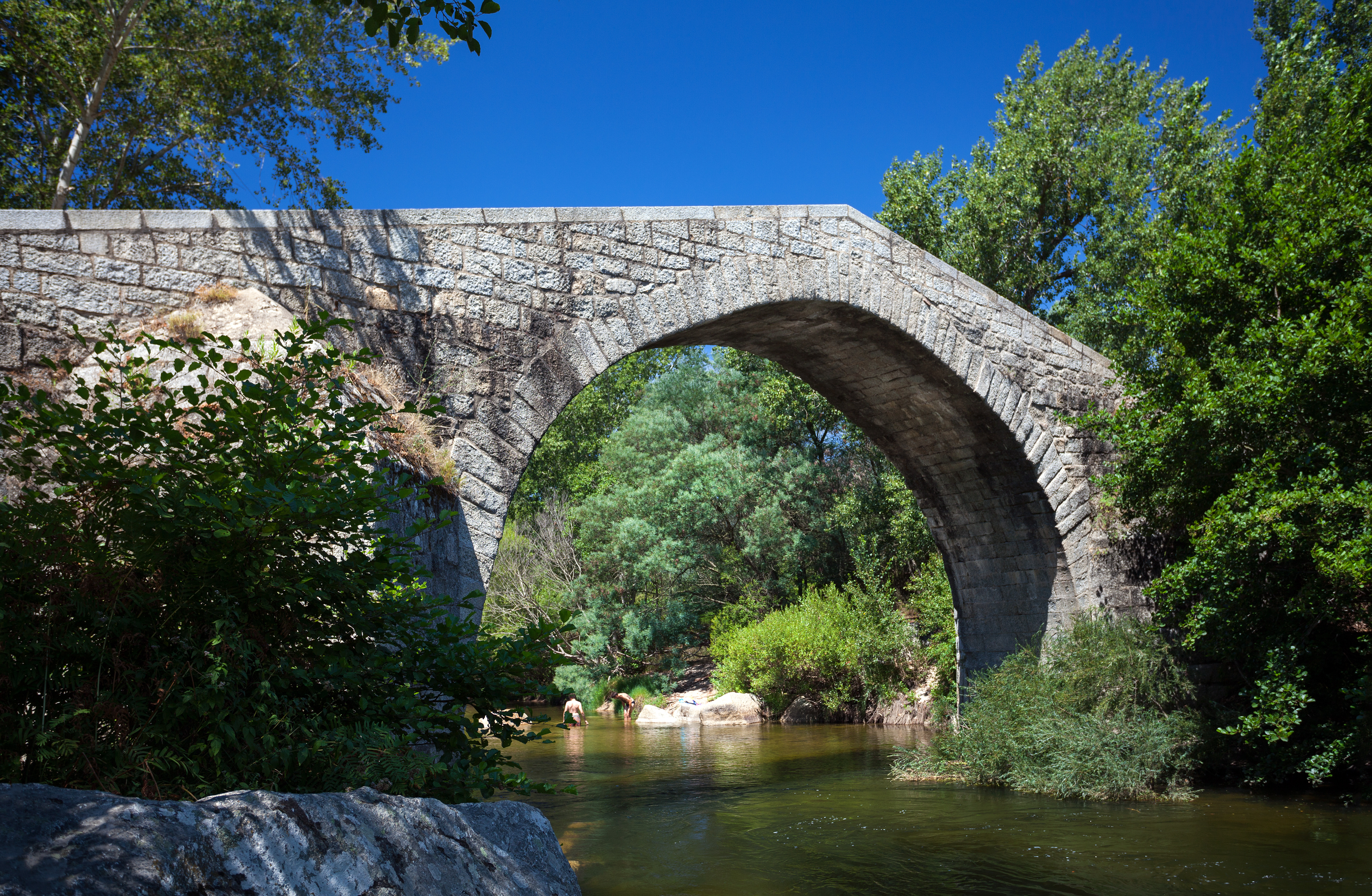
Vue du pont de Spina Cavallo à Sartène.

#### Accès routiers
Plusieurs voies permettent d'entrer dans le Sartenais, les principales étant :
- RT 40 (ex-RN 196), reliant Ajaccio à Bonifacio en passant par Propriano et Sartène, traversant le secteur depuis le pont d'Abra (Petreto-Bicchisano) au nord jusqu'à Roccapina au sud ;
- RD 69 (ex-RN 194 reliant Sartène à Corte) ralliant Aullène puis la basse vallée du Rizzanese depuis le col de la Vaccia au nord ;
- RD 268 reliant Sartène à Solenzara via la piève de Tallano, Levie, Zonza et le col de Bavella au nord-est ;
- RD 420 (axe Ajaccio-Porto-Vecchio par l'intérieur) serpentant depuis Bicchisano jusqu'au col d'Illarata en direction de Porto-Vecchio après avoir notamment desservi Petreto, Aullène et Zonza.
- RD 59 qui rejoint Sotta et la plaine de Freto en direction de Bonifacio depuis Levie en franchissant le col de Bacino.

#### Accès ferroviaires
Le Sartenais n'est pas desservi par le réseau des chemins de fer de Corse.

#### Accès maritimes

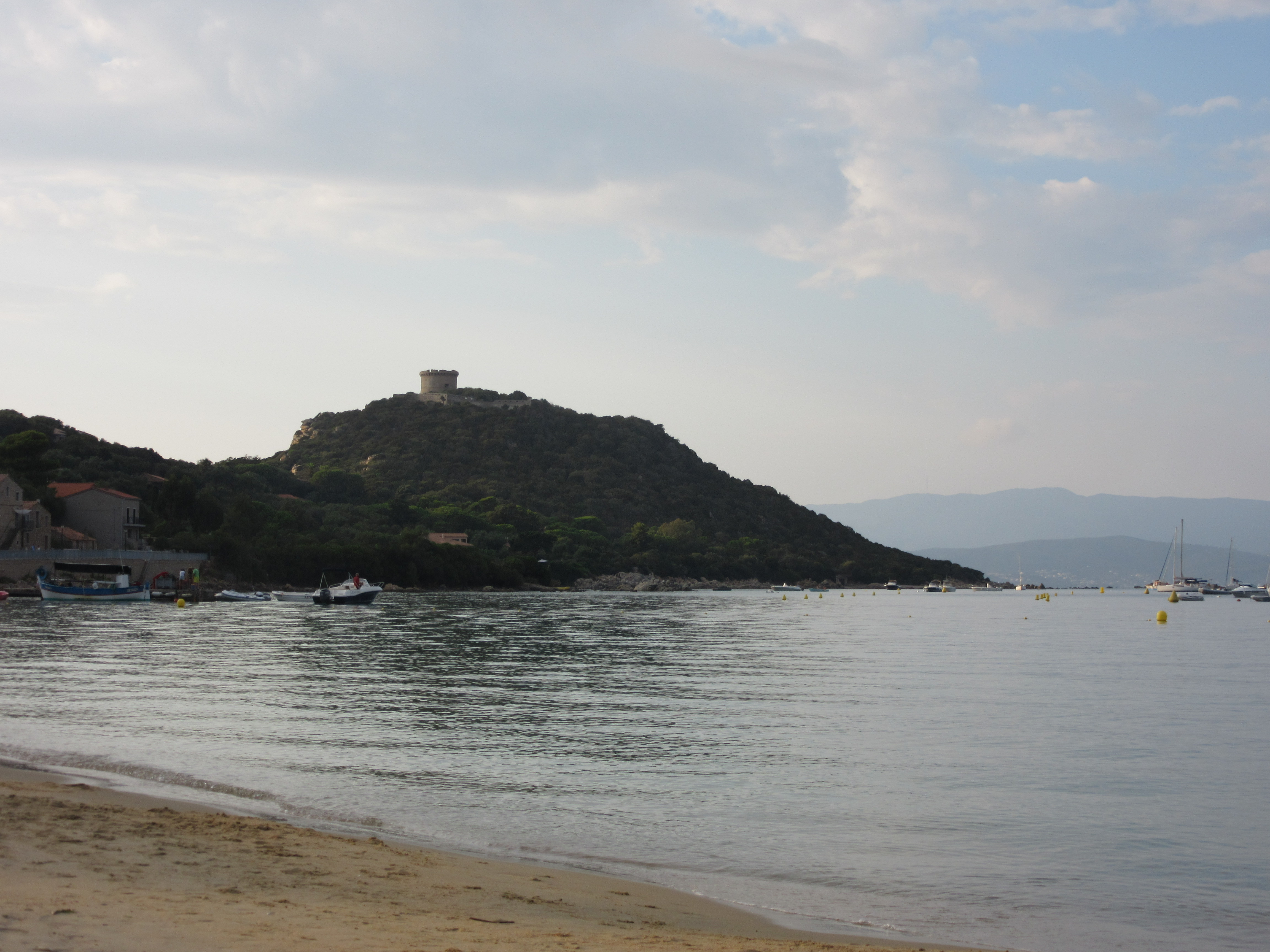
Plage de Campomoro.

Le Sartenais dispose d'un port de commerce à Propriano, qui comprend également un port de plaisance.
Outre Propriano, on y trouve également des mouillages organisés à Campomoro et Tizzano.

#### Accès aériens
Les aéroports les plus proches sont ceux d'Ajaccio et de Figari.

## Composition

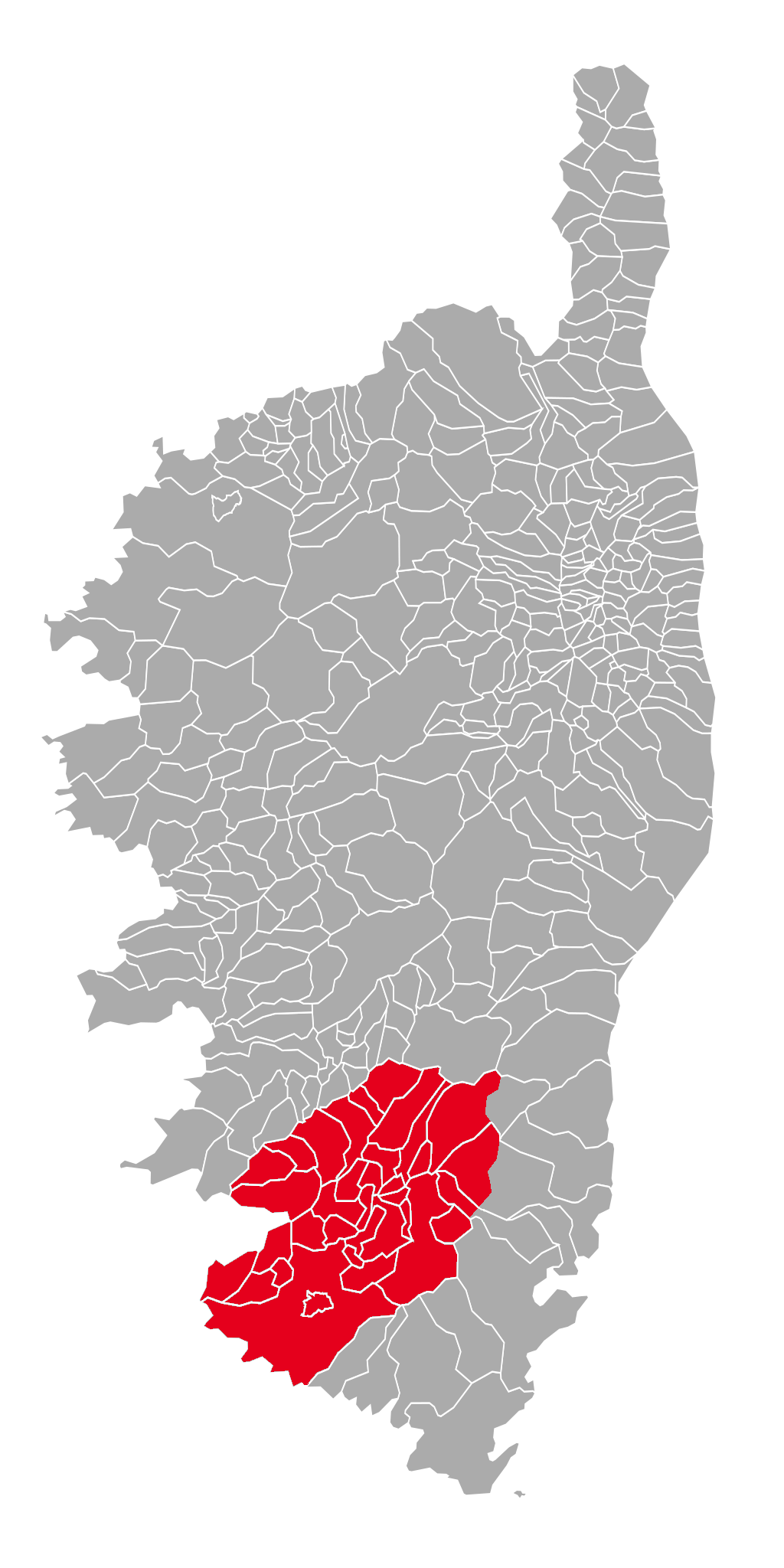
Carte des communes du Sartenais.

Le Sartenais, dans son acception large qui recouvre le territoire de l'ancienne province génoise de Sartène, comprend les anciennes pièves et les communes suivantes :
| Piève     | Commune |
| --------- | --- |
| Carbini   | Carbini ; Levie ; San-Gavino-di-Carbini* ; Zonza*.                                                                                         |
| Istria    | Argiusta-Moriccio ; Moca-Croce ; Olivese ; Petreto-Bicchisano.                                                                             |
| Sartène   | Belvédère-Campomoro ; Bilia ; Foce-Bilzese ; Giuncheto ; Granace ; Grossa ; Sartène ; Tivolaggio*.                                         |
| Scopamène | Aullène ; Quenza* ; Serra-di-Scopamène ; Sorbollano ; Zérubia.                                                                             |
| Tallano   | Altagène ; Cargiaca ; Loreto-di-Tallano ; Mela ; Olmiccia ; Poggio-di-Tallano* ; Sant'Andréa-di-Tallano* ; Santa-Lucia-di-Tallano* ; Zoza. |
| Vallinco  | Calvese* ; Casalabriva ; Olmeto ; Sollacaro.                                                                                               |
| Viggiano  | Arbellara ; Fozzano ; Propriano ; Santa-Maria-Figaniella ; Viggianello.                                                                    |

Le Sartenais n'inclut pas les portions des territoires des communes de Quenza, Zonza et San-Gavino-di-Carbini situées sur le versant tyrrhénien de la chaîne centrale.
La commune de Calvese fut réunie en 1853 à celle de Sollacaro. Les communes de Poggio-di-Tallano, Sant'Andréa-di-Tallano et Santa-Lucia-di-Tallano fusionnèrent en 1964 pour former la commune de Sainte-Lucie-de-Tallano. La commune de Tivolaggio fut réunie en 1974 à celle de Propriano. 

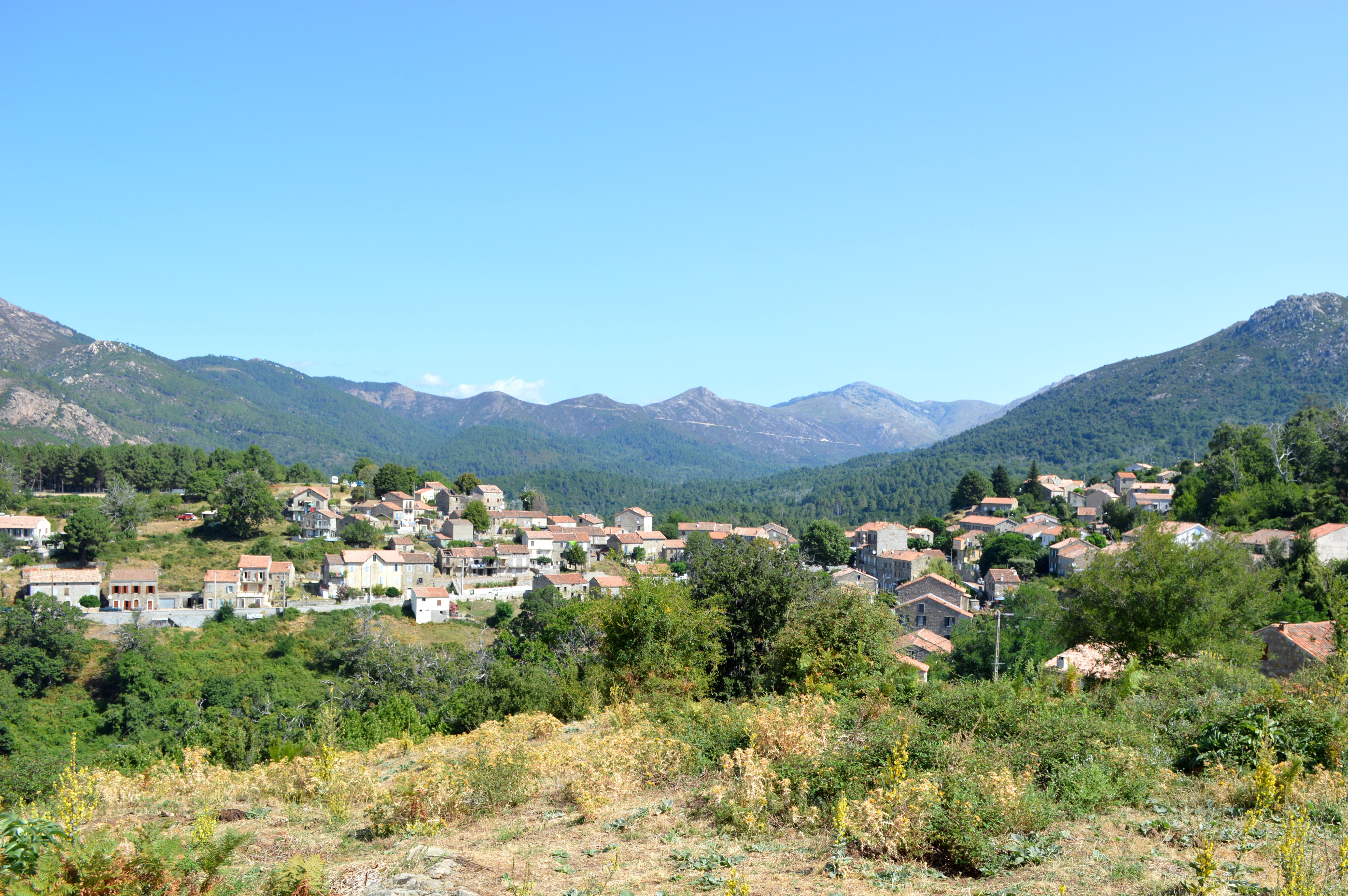
Aullène.
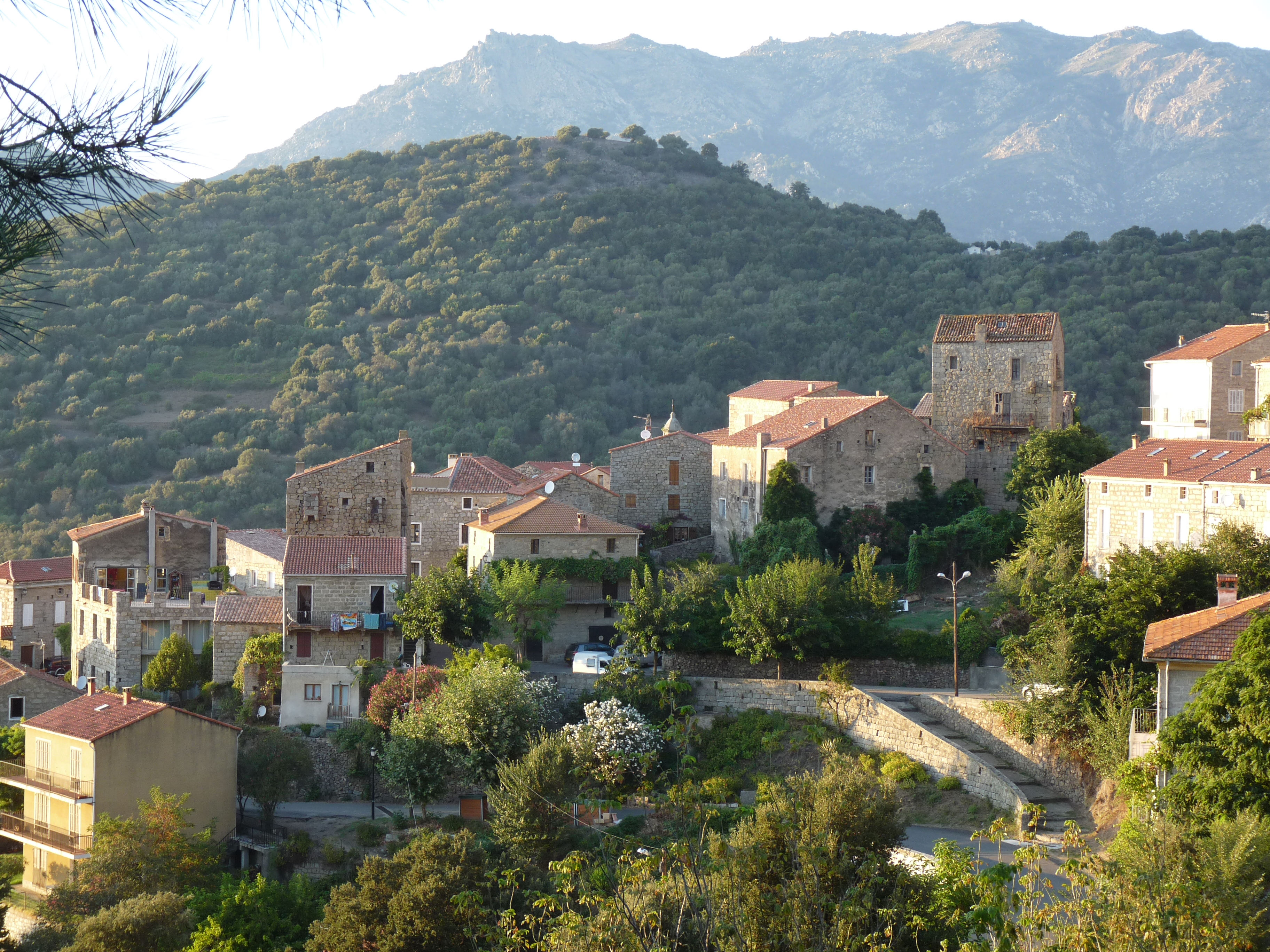
Fozzano.
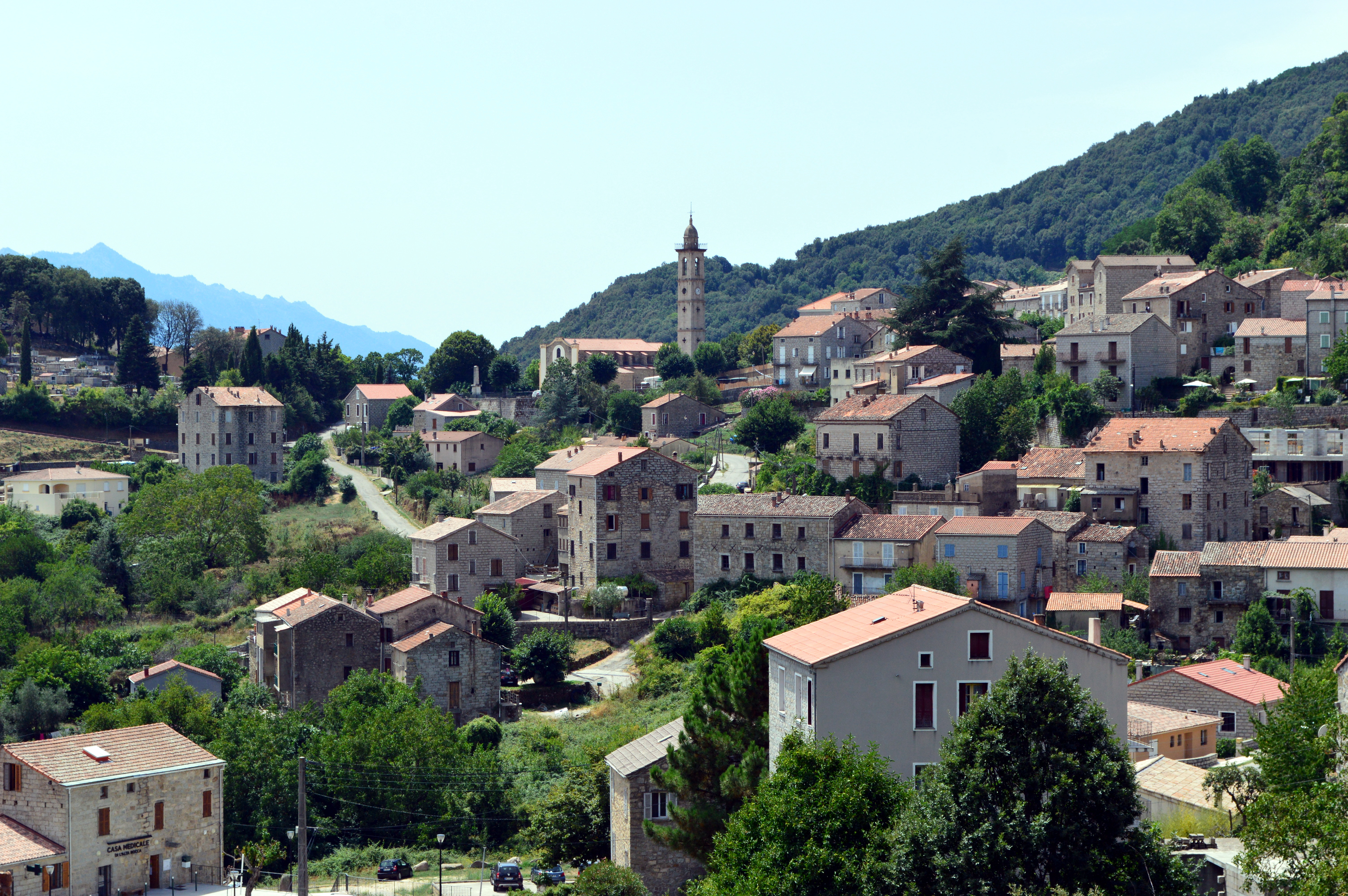
Levie.
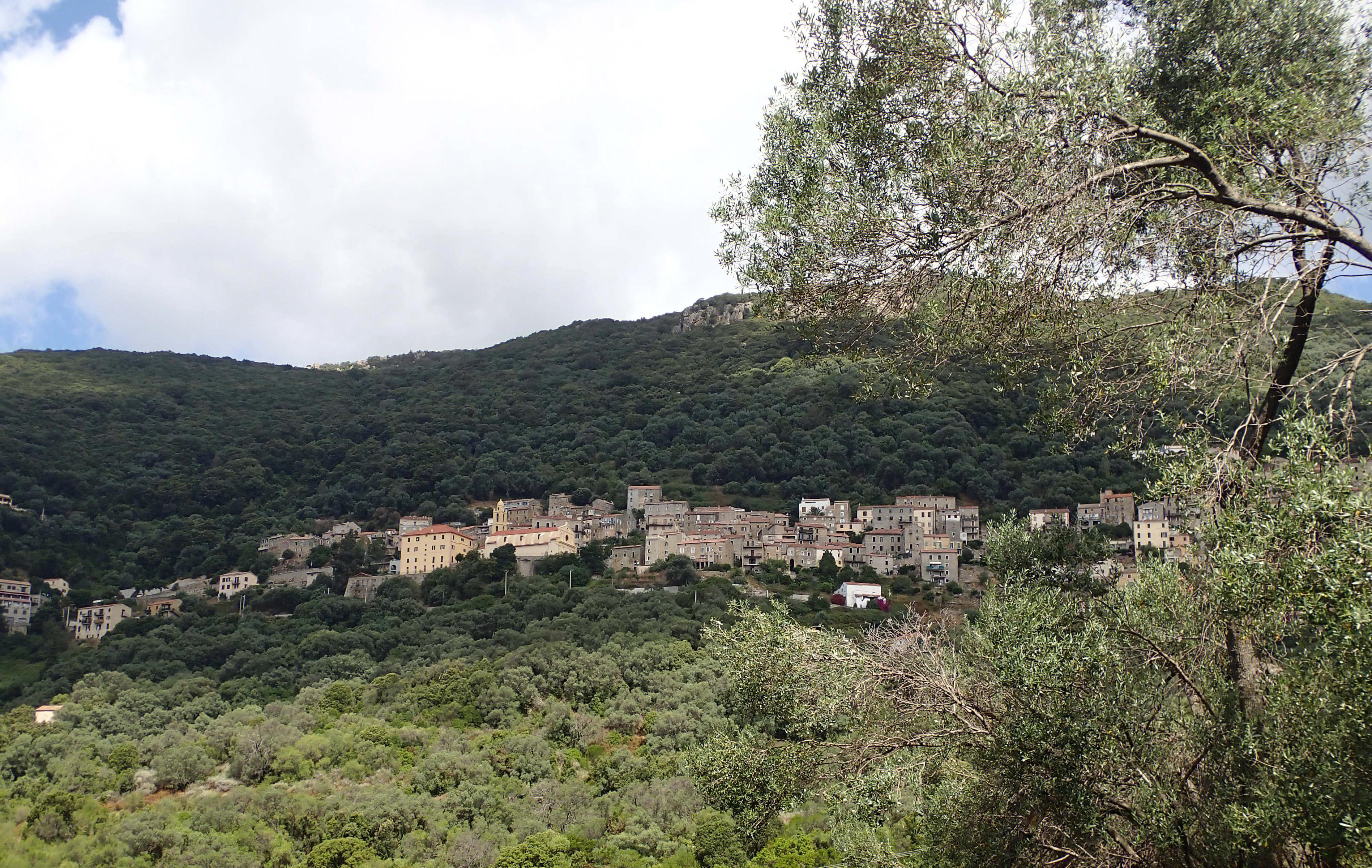
Olmeto.
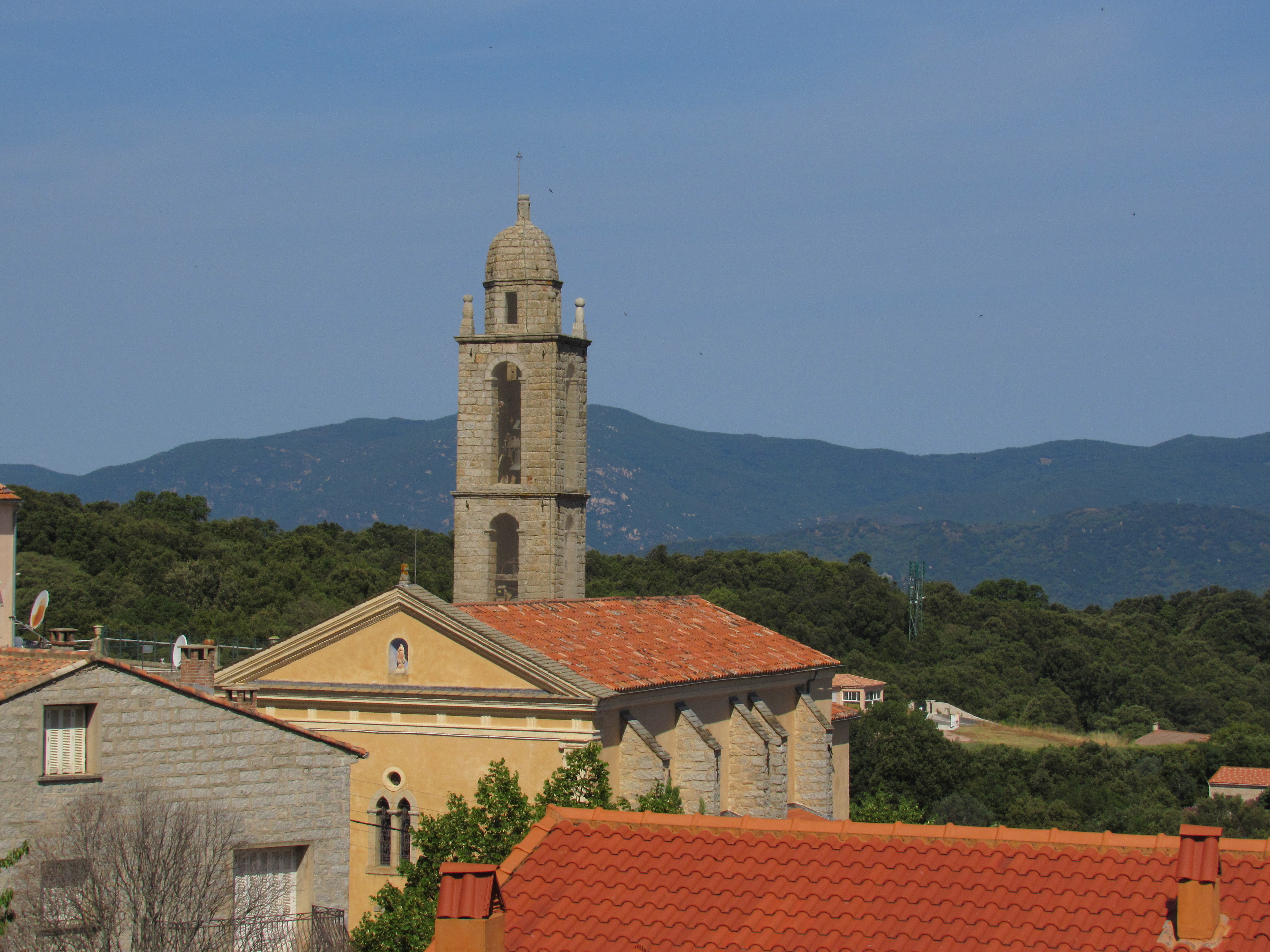
Petreto.
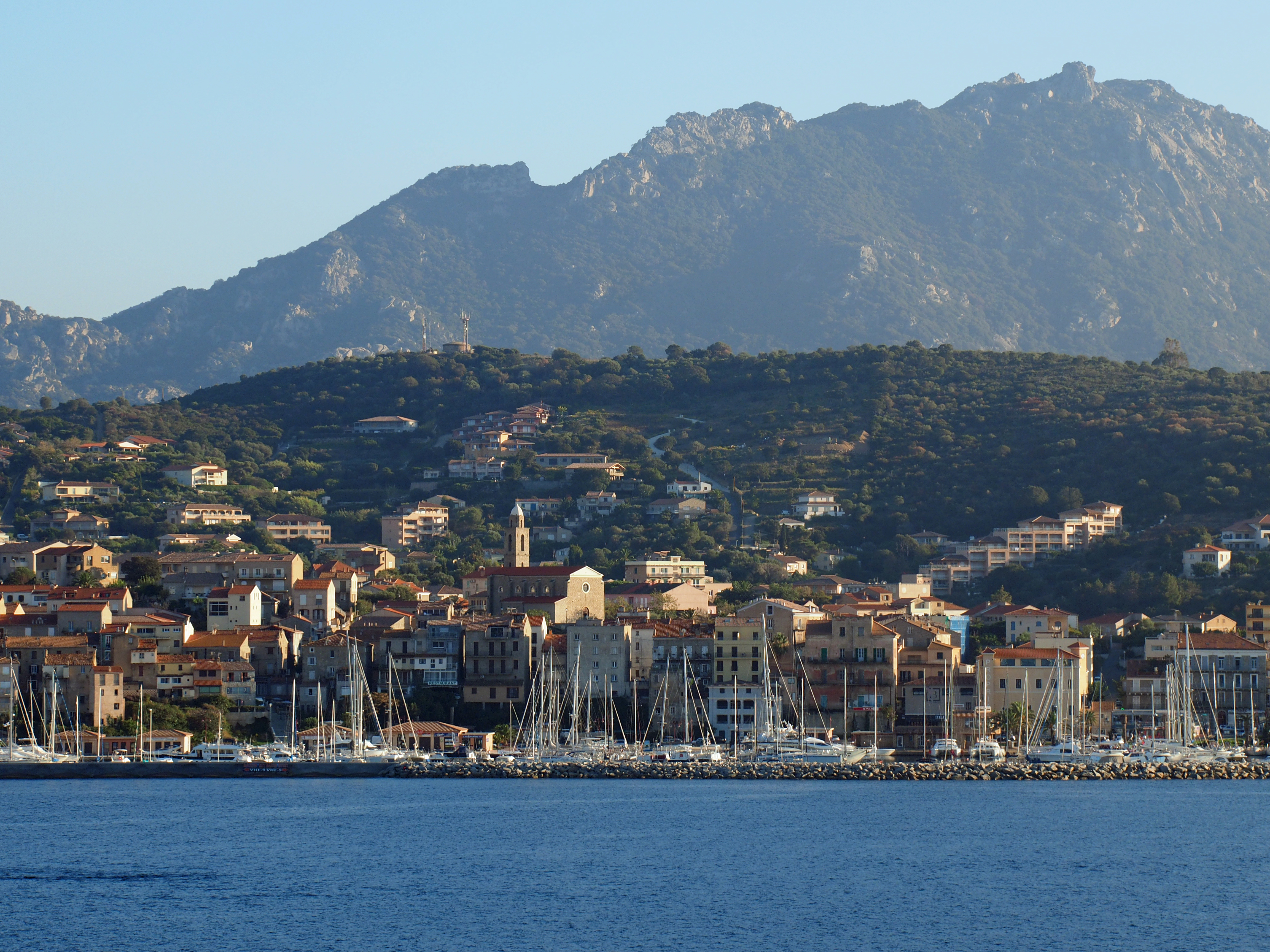
Propriano.
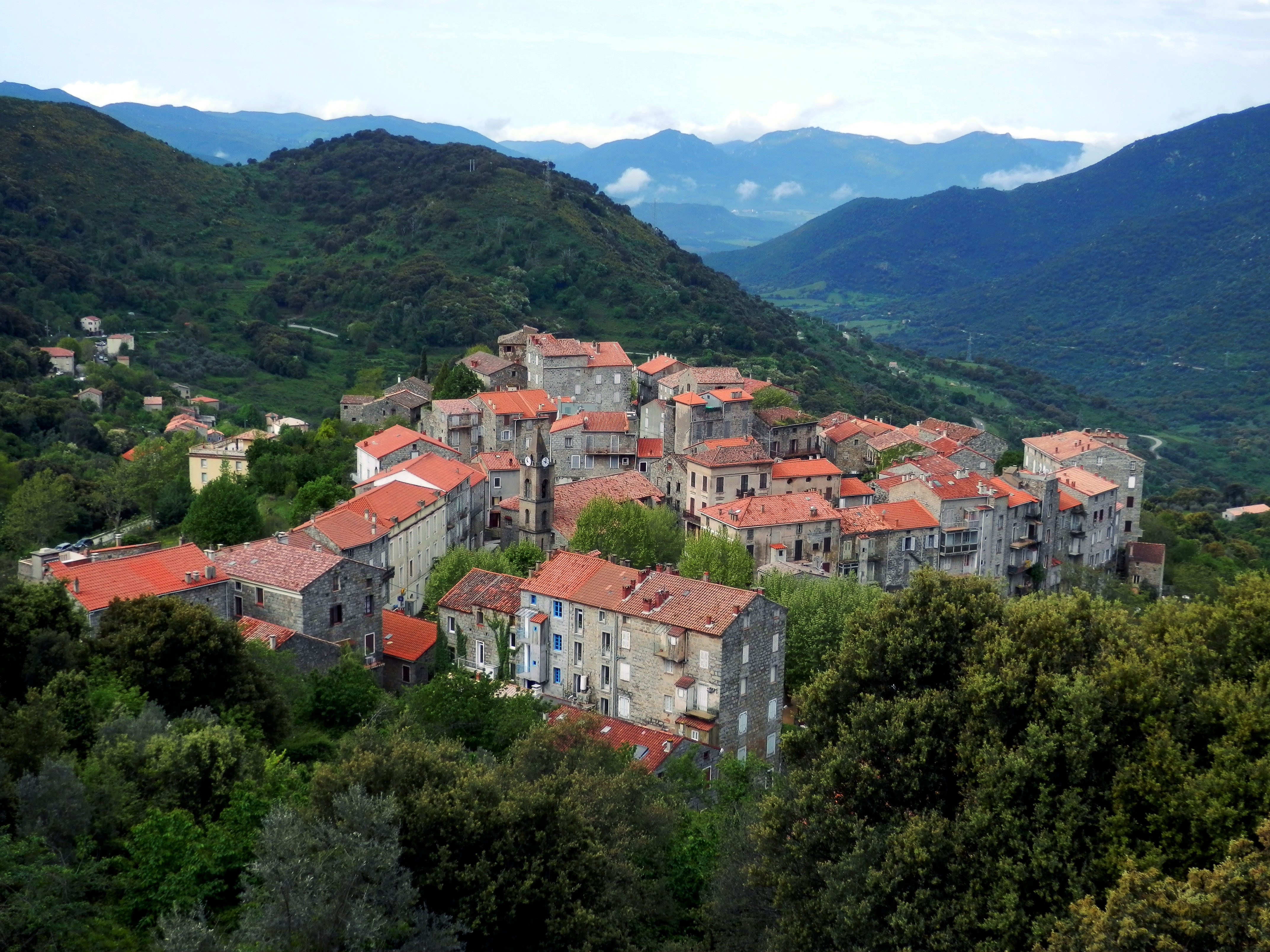
Santa-Lucia-di-Tallano.

## Toponymie
Le Sartenais tient son nom de la ville de Sartène. Il est appelé Sartinesu en corse (prononcé [sartiˈnɛːzu]) et Sartenese en italien (prononcé /sarteˈnese/).

## Histoire
Les deux tiers des mégalithes de Corse se trouvent sur ce territoire, notamment à Filitosa, Pagliaio et Cauria où ils sont groupés, voire alignés. D'autres dolmens et des menhirs sont isolés sur plusieurs communes.
Prosper Mérimée évoquait Sartène comme « la plus corse des villes corses ». Cette affirmation est d'ailleurs affichée à l'entrée de la cité fortifiée.